# Irène Bordoni

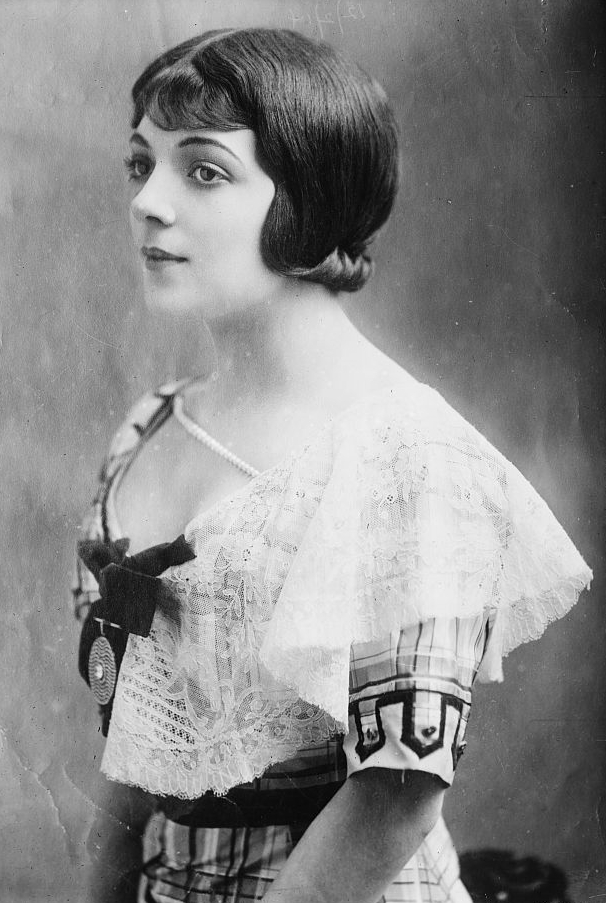
Irène Bordoni

Irène Bordoni (* 16. Januar 1885 in Ajaccio; † 19. März 1953 in Manhattan, New York City) war eine französisch-amerikanische Schauspielerin und Sängerin. Bordoni wurde in den 1920er Jahren am Broadway zum Star.

## Karriere
Die Tochter eines italienischen Schneiders trat bereits als Kinderdarstellerin auf der Bühne in Erscheinung, später war sie auch in einigen Stummfilmen zu sehen. Mit 13 Jahren trat sie im Pariser Théâtre des Variétés auf.
Mit 22 Jahren fuhr sie an Bord der La Provence in die Vereinigten Staaten. Bordoni trat 1912 im Winter Garden Theatre in dem Stück (From) Broadway to Paris erstmals am Broadway auf. Aufsehen erregte sie in den Stücken Miss Information (1915) und Hitchy-Koo (1917). 1919 trat sie neben H. B. Warner in Sleeping Partners auf. Die meisten ihrer Stücke produzierte ihr Ehemann E. Ray Goetz, u. a. The French Doll (1922), Little Miss Bluebeard (1924), Naughty Cinderella und Mozart (1926). Bekannt wurde sie auch als Interpretin der Evergreens Do It Again und Let’s Do It (Let’s Fall in Love), letzteres aus dem sehr erfolgreichen Cole-Porter-Musical Paris.
Die New York Times notierte im November 1925: „Von Miss Bordoni kann man nur berichten, was bereits viele Male berichtet wurde. Ihre Stimme, ihr Akzent und vor allem ihre rollenden Augen sind, wie immer, unverkennbar attraktiv“.
Durch den Erfolg am Broadway wurde Hollywood auf Bordoni aufmerksam. Warner Bros. verpflichtete sie 1929 für die aufwendige Verfilmung ihres Broadway-Hits Paris. Der Film wurde jedoch ein Misserfolg an den Kinokassen und blieb die erste und letzte große Filmrolle für Bordoni. Ebenfalls 1929 hatte sie einen Auftritt in der Warner Bros. All-Star-Cast-Produktion The Show of Shows. 1932 sang sie Just a Gigolo für einen Betty-Boop-Cartoon. Bordoni blieb dem Theater treu, ihren letzten großen Erfolg hatte sie 1940 in Louisiana Purchase, einen Gastauftritt hatte sie in der gleichnamigen Verfilmung 1941. Erst 1951 stand sie als Bloody Mary in South Pacific wieder auf der Bühne.

## Privatleben
Bordoni war in erster Ehe mit dem Schauspieler Edgar Becman verheiratet. 1918 heiratete sie den Schauspieler und Broadway-Produzenten E. Ray Goetz, das Paar trennte sich 1929. Ihr großes Vermögen legte sie in Immobilien in New York, Paris, Monte Carlo und Palm Beach an. Bekannt wurde sie auch durch ihre Starallüren, ihren ausschweifenden Lebensstil und ihre extravaganten Roben. Bordoni starb 1953 in New York.

## Bühnenauftritte (Auswahl)

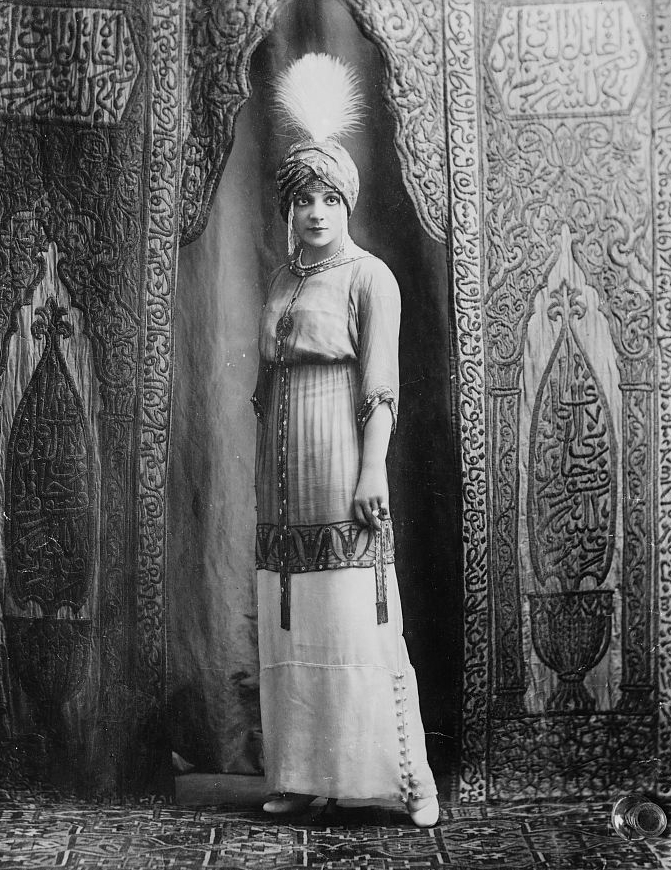
Irène Bordoni in den 1920er-Jahren. George Grantham Bain Collection (Library of Congress)

- 1912: (From) Broadway to Paris
- 1915: Miss Information
- 1917: Hitchy-Koo
- 1918: Sleeping Partners
- 1920: As You Were
- 1922: The French Doll
- 1932: Little Miss Bluebeard
- 1925: Naughty Cinderella
- 1926: Mozart
- 1928: Paris
- 1938: Great Lady
- 1940: Louisiana Purchase
- 1951: South Pacific

## Filmografie
- 1910: Pierrot aime les roses
- 1912: Le Miracle des fleurs
- 1912: La Légende des tulipes d'or de René Leprince
- 1912: Le Club des élégants
- 1914: Le Secret du châtelain
- 1915: Le Traquenard
- 1929: The Show of Shows
- 1929: Paris
- 1937: Du Barry Did All Right
- 1941: Louisiana Purchase
- 1951: Musical Comedy Time

## Musikaufnahmen (Auswahl)
- 1923: So This Is Love / I Won't Say I Will (Schellackplatte)
- 1928: The Land Of Going To Be / Don't Look At Me That Way (Schellackplatte)